# John Newton (1622-1678)
Pour les articles homonymes, voir Newton et John Newton.
John Newton est un mathématicien et astronome anglais, né en 1622 et mort le 25 décembre 1678.
Il fut partisan de la réforme de l'éducation britannique.